# Berghütte Iwan Wasow

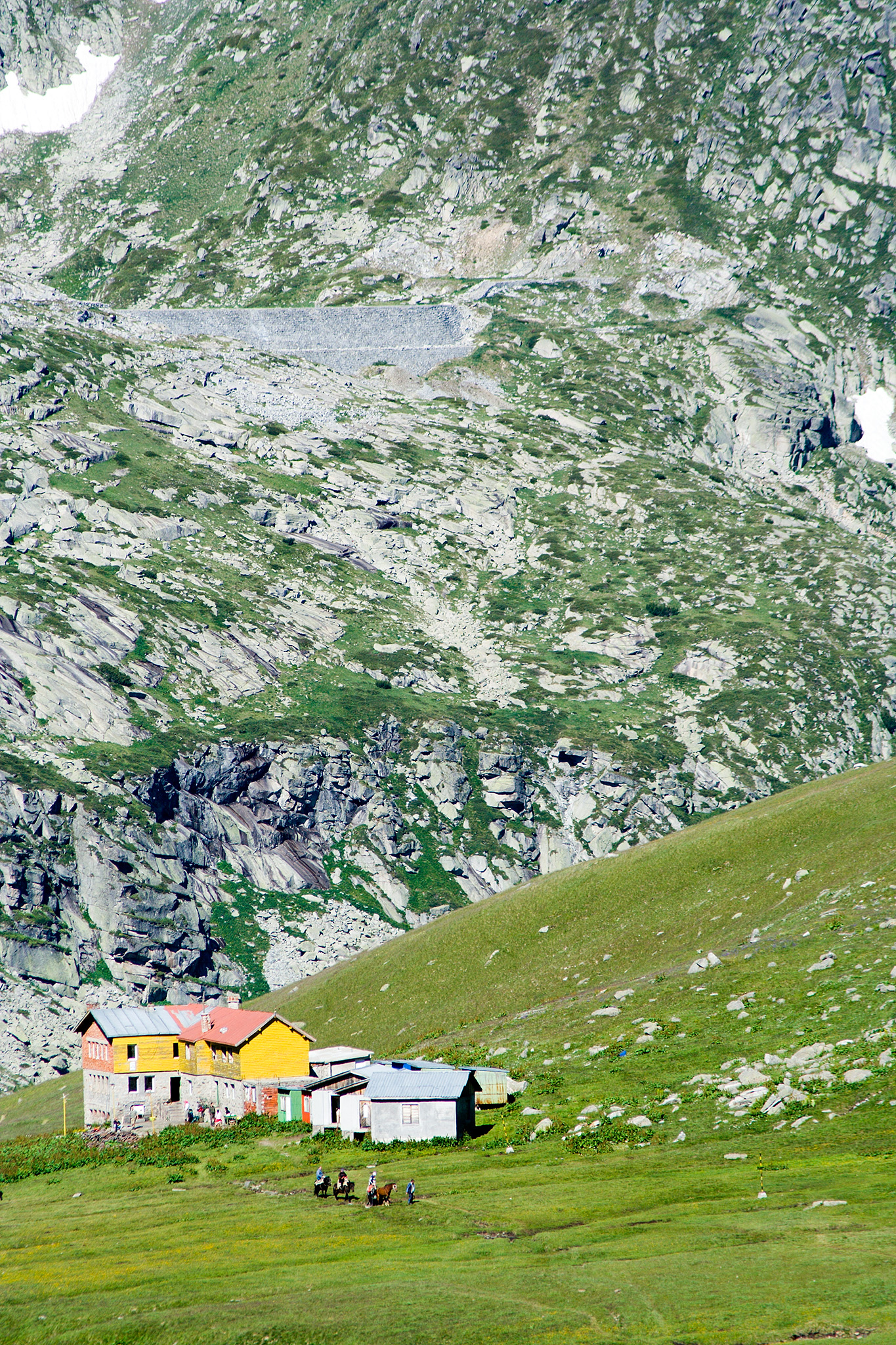
Die Berghütte „Iwan Wasow“ von der Gegend Goljamo Pasardere aus gesehen. Im Hintergrund die Stützmauer der Seen Karagjol und Kalinite.

Die Berghütte „Iwan Wasow“ (bulg. хижа „Иван Вазов“; abgekürzt: х. Иван Вазов; Transkription: Chizha Ivan Vazov) ist eine Berghütte im Nordwesten des Rila-Gebirges, das im Südwesten Bulgariens liegt.
Die Berghütte liegt im Nationalpark Rila auf 2300 Metern über dem Meeresspiegel, am rechten Ufer des Flusses Dupnischka Bistriza, in der Gegend Goljamo Pasardere (bulg. Голямо Пазардере). Die Berghütte liegt südöstlich der Berggipfel Großer Kalin (bulg. Голям Калин) (2667 m; ⊙) und Kleiner Kalin (bulg. Малък Калин) (2664 m; ⊙) und südwestlich des Gipfels Otowiza (bulg. Отовица) (2696 m, ⊙).
Gebaut wurde die Berghütte im Sommer 1939, nach Plänen des Architekten Gentscho Skordew (1900–1986) von der Tourismusgruppe „Rilski esera“ („Rilaseen“), einer Ortsgruppe des Bulgarischen Tourismusverbandes (BTS). Der Bau erfolgte zum 40. Jahrestag des Bulgarischen Tourismusverbandes. Der Bau war innerhalb von 27 Tagen fertig und kostete damals 190.000 Lewa.
Anfangs war das Gebäude nicht als Berghütte (bulg. хижа / Chischa), sondern als Schutzhütte (bulg. заслон / Saslon) „Iwan Wasow“ bekannt. Sie hatte eine Fläche von 64 m2 und Übernachtungsmöglichkeiten für 60 Personen.
Die Berghütte ist ein massiver zweistöckiger Bau mit sechs danebenstehenden kleinen Steinhütten. Die offizielle bulgarische Bezeichnung für solche Hütten ist Bungalow.
Die Berghütte bietet Übernachtungsmöglichkeiten für 98 Personen.
Für die Touristen gibt es eine Kantine und einen Speisesaal. Es werden einige Lebensmittel und Getränke verkauft. Die Sanitäreinrichtungen befinden sich im Gebäude der Berghütte. Im Gebäude gibt es eine Wasserversorgung und Strom (12-Volt-Versorgung für Licht), der früher durch ein kleines wassergetriebenes Stromaggregat erzeugt wurde, mittlerweile wird der Strom durch Solarpanel erzeugt.
Viele Jahre lang war die Berghütte im Besitz des Bulgarischen Gewerkschaftsverbandes, der sie mehrmals umbauen ließ. Viele Jahre lang war die Hütte wegen der schweren klimatischen Verhältnisse in den Wintermonaten nicht besetzt und diente dann von November bis Juni nur als Schutzhütte.
Nach einem Besitzerwechsel 1993 ist die Berghütte in Privatbesitz und seitdem ganzjährig geöffnet. Sie war die erste privat betriebene Berghütte in Bulgarien.
Die Bettenkapazität von 73 Plätzen innerhalb des Hauptgebäudes verteilt sich auf Räume mit 3 bis 18 Schlafplätzen. Neben der Berghütte stehen 6 kleinere Hütten und 3 größere Hütten (Bungalows) mit Räumen zu jeweils 2 bzw. 4 Betten.
Die für den Betrieb der Berghütte erforderlichen Waren werden mit Lastpferden heraufgebracht, die auch den Touristen zum Reiten bzw. zum Transport ihres Gepäcks angeboten werden.

## Benachbarte Berghütten und Wanderrouten
- von der Berghütte Otowiza zur Berghütte Iwan Wasow – ca. 7,5 Stunden Fußmarsch
- vom Dorf Bistriza zur Berghütte Iwan Wasow – ca. 8,5 Stunden Fußmarsch mit Gepäck
- von der Berghütte „Die sieben Seen“ über die Gegend Rasdela zur Berghütte Iwan Wasow – ca. 2,5 Stunden Fußmarsch
- von der Berghütte Maljowiza über den Gipfel Dodow wrach zur Berghütte Iwan Wasow – ca. 5,5 Stunden Fußmarsch
- vom Rila-Kloster zur Berghütte Iwan Wasow – ca. 6 Stunden Fußmarsch
- zum Gipfel Otowiza – ca. 1 Stunden Fußmarsch
- zum Gipfel Damga – ca. 1 Stunden Fußmarsch
- zum Gipfel Goljam Kalin – ca. 1,5 Stunden Fußmarsch
- zum See Karagjol – ca. 1 Stunden Fußmarsch